# Monika Buttler
Monika Buttler (* 6. Mai 1939 in Berlin) ist eine deutsche Journalistin und Schriftstellerin.

## Leben
Sie wuchs in Detmold auf. Nach dem Abitur in Hamburg studierte sie Germanistik und Literaturwissenschaft. Danach arbeitete sie als Journalistin mit dem Schwerpunkt Wohnästhetik. Sie veröffentlichte verschiedene Sachbücher, u. a. über die „Kaukasus-Kost“ und über die Volkskrankheit Asthma. Zudem übersetzte sie aus dem Dänischen, zum Beispiel einen Roman von Anders Bodelsen.
Seit 2001 veröffentlicht Monika Buttler Kriminalromane („Herzraub“, „Abendfrieden“) und zahlreiche Kurzgeschichten. Im Jahr 2005 erschien ihre Autobiografie „Das Hitler-Ei“.
Monika Buttler ist verheiratet und lebt in Hamburg.

## Veröffentlichungen (Auswahl)
- 1995: Atem-Not, Morgenbuch-Verlag, Berlin, ISBN 978-3-371-00390-0
- 1999: Die Kaukasus-Kost der Hundertjährigen, Verlag Urania, Berlin, ISBN 978-3-332-00516-5
- 2004: Herzraub, Verlag Gmeiner, Meßkirch, ISBN 978-3-89977-614-0
- 2005: Das Hitler-Ei, Verlag Buch und Media, München, ISBN 978-3-86520-134-8
- 2005: Abendfrieden, Verlag Gmeiner, Meßkirch, ISBN 978-3-89977-657-7
- 2006: Dunkelzeit, Verlag Gmeiner, Meßkirch, ISBN 978-3-89977-690-4
- 2010: Mord unter dem Halbmond, Verlag Schardt, Oldenburg (O.), ISBN 978-3-89841-529-3
- 2012: Manchmal hilft nur Mord, Elbaol Verlag, Hamburg, ISBN 978-3-939771-23-4
- 2015: Der Tod kam in Blau, Verlag KSB-Media, Gerlingen, ISBN 978-3-946105-05-3
- 2018: Fatale Freundschaften, Elbaol Verlag, Hamburg, ISBN 978-3-939771-64-7
- 2018: Die Schwarze Witwe von Wien, Verlag Gmeiner, Meßkirch, ISBN 978-3-8392-5779-1

## Übersetzungen
- 1971: Anders Bodelsen: Brunos tiefgekühlte Tage (Originaltitel: Frysepunktet), Verlag von Schröder, Hamburg

## Hörbücher
- 2008: Dunkelzeit, RADIOROPA Hörbuch, Daun, ISBN 978-3-86667-886-6, gelesen von Martin Pfisterer
- 2011: Ladykiller in Eppendorf, Verlag Vitaphon, Hamburg, ISBN 978-3-942210-10-2, gelesen von Lilo Wanders, Marc Bator u. a.